# Yellowface
Le yellowface, en français « grimage en jaune » ou « maquillage en Jaune», est une pratique consistant à attribuer à un acteur blanc, le rôle d'un Asiatique au moyen d'un maquillage caricaturant les traits du visages et de costumes folkloriques. Cette pratique est devenue une pratique considérée comme raciste, autant que le blackface. Pour David Schlossman, « de nombreux rôles d'asiatiques incarnés par des acteurs blancs ont contribué au panthéon des stéréotypes culturels dans le discours américain ». 
Autrefois, à l'instar du blackface, il était courant que des acteurs blancs interprètent des rôles d'Asiatique. Des comédiens tels que David Carradine dans la série Kung Fu, ou Yul Brynner dans le film Anna et le roi de Siam ont fait des yellowface. Alors que le blackface est devenu notoirement raciste, il reste toutefois des pratiques de yellowface dans le cinéma récent. Des films tels que Cloud Atlas, ou Ghost in the shell, où le rôle de Mokoto Kusanagi a été attribué à Scarlett Johansson. 

## Histoire

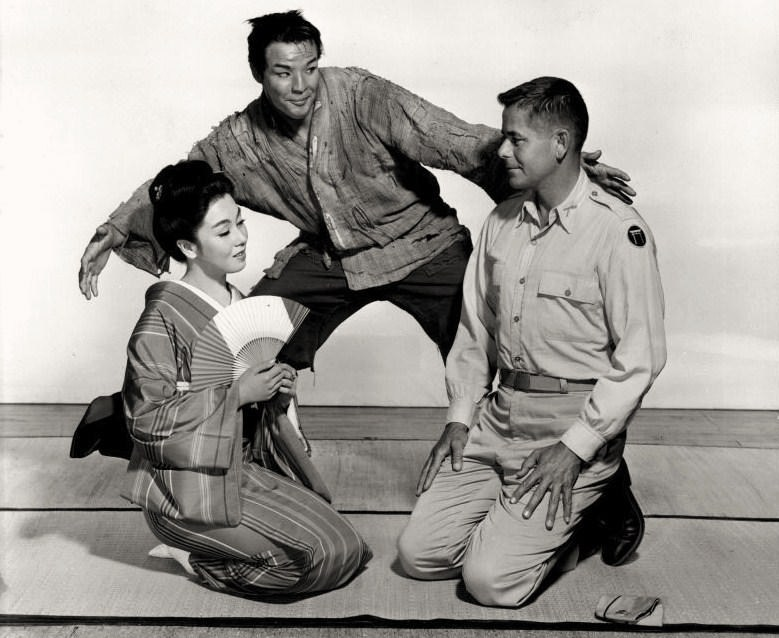
Marlon Brando dans le rôle d'un japonais.

Pendant plusieurs décennies, Hollywood a filmé des acteurs blancs pour incarner des personnages asiatiques, car il n'y avait pas d’acteurs japonais connus et les studios cherchaient une tête d’affiche. Des acteurs comme Marlon Brando, Katharine Hepburn, ou encore Christopher Lee étaient grimés en asiatiques avec notamment les yeux tirés, un accent prononcé et du maquillage jaune. De plus, leur jeu était réduit à des clichés racistes, ces personnages incarnant l’« asiatique de service ».
Clara Kuperberg déclare qu'« avant la guerre, le Japonais est toujours un peu le fourbe », « après Pearl Harbor, le cinéma est une arme de propagande, donc le Japonais devient l'ennemi à abattre. Là, il est représenté avec de grandes dents, de grosses lunettes », avant que sa représentation devienne « plus loufoque » après 1947, ou passe par « les geishas avec des jolies fleurs ». 
Mickey Rooney interprète un personnage japonais dans Diamants sur canapé en 1961. Pour David Schlossman, « de nombreux rôles d'asiatiques incarnés par des acteurs blancs ont contribué au panthéon des stéréotypes culturels dans le discours américain ».
Un filtre Snapchat qui caricaturait les traits asiatiques a été jugé raciste et a été retiré à la suite de plaintes. En mai 2018, la gagnante de l'Eurovision 2018, l'Israëlienne Netta Barzilai est accusé par des internautes occidentaux d'appropriation culturelle en s'habillant d'un kimono et utilisant des maneki neko en décor, mais aussi de racisme en usant un maquillage rappelant un yellowface.
En 2021, l'Opéra de Paris annonce qu'il interdit la pratique du yellowface, à l'instar du blackface et du brownface. L'opéra Madame Butterfly est notamment particulièrement visé par cette interdiction.